# Sang et volupté à Bali
Sang et volupté à Bali (Liebe und Tod auf Bali) est un roman historique de Vicki Baum, paru en 1937. 
En langue allemande, le roman est publié en 1937 (Querido, Amsterdam) et en français en 1946 par les éditions Stock. Il a été réédité aux Éditions 10/18, (collection Domaine étranger, 1985). La traduction de l'allemand est de Maurice Betz.

## Historique
L’auteur a construit son roman d’après les manuscrits personnels que le docteur Fabius – qui lui fit découvrir Bali en 1935 – lui légua à sa mort. L’ensemble était constitué des pages de son journal, d’observations et de notes sur les coutumes et les cérémonies dans le royaume de Badung dans le sud de l’île, au début du XXe siècle. De cette importante documentation, Vicki Baum dégage la matière de « Sang et volupté à Bali ».

## Résumé
La vie quotidienne d’un monde féodal à travers la vie de trois personnages principaux : Pak, serf et paysan pacifique ; Raka, danseur de la caste des brahmanes et ami du rajah Alit, le jeune prince d’un royaume qui vit les deux dernières années de son autonomie. En arrière-plan se profile la menace de plus en plus forte des Hollandais qui cherchent un prétexte pour étendre leur contrôle à cette partie de l’île. En 1906, ils lancent leur expédition militaire, cause d’un événement tragique connu dans l’histoire de la colonisation de Bali sous le nom de « puputan » (écrit « poupoutan » dans le roman), c'est-à-dire « la Fin ».
Dans sa préface de 1937, l'auteur explique la genèse de son roman, justifie les quelques entorses historiques et fait rapidement l’éloge de « l’œuvre civilisatrice » de la Hollande en Indonésie.